# The Autopsy of Jane Doe
The Autopsy of Jane Doe (La autopsia de Jane Doe en España y La morgue en Hispanoamérica) es una película británica de terror sobrenatural de 2016, dirigida por André Øvredal y protagonizada por Emile Hirsch, Brian Cox y Olwen Kelly. Se estrenó en el Festival Internacional de Cine de Toronto el 9 de septiembre de 2016 y llegó a los cines el 21 de diciembre del mismo año. Ganó además el premio especial del jurado en el Festival de Sitges. Es la primera película de Øvredal en idioma inglés.

## Argumento
El cadáver de una mujer no identificada es hallado en la escena de un homicidio sangriento y extraño. El sheriff no encuentra signos de entrada forzada, aunque la teniente Wade sugiere que las víctimas estaban tratando de escapar de la residencia.
Emma visita a su novio, Austin, y a su padre, Tommy, quien es el forense en su pequeña ciudad. Tommy le explica que, en el pasado, los médicos forenses solían atar campanas a los cuerpos para asegurarse de que estuvieran realmente muertos, no en coma. El sheriff llega con el misterioso cuerpo, a quien nombran como Jane Doe, por desconocerse su verdadero nombre, y le dice a Tommy que necesita la causa de muerte por la mañana. Austin pospone su cita con Emma para ayudar a Tommy, prometiendo encontrarse con ella más tarde esa noche. Él no podría creer lo que estaba viendo así que empezó a mirar detenidamente a la paciente.
Tommy y Austin llevan a cabo la autopsia de Jane Doe y pronto quedan sorprendidos por lo que van encontrando. No hay signos externos visibles de trauma, pero los huesos de la muñeca y el tobillo están rotos. Además, su lengua ha sido cortada crudamente, falta uno de sus molares, sus pulmones están ennegrecidos, como si hubiera sufrido quemaduras de tercer grado, y sus órganos internos revelan numerosos cortes y cicatrices. En su estómago encuentran restos de estramonio, un agente paralizante no nativo del área geográfica local. El estado de una gran parte del cuerpo sugiere que la muerte acaba de producirse, mientras que la nubosidad de los ojos del cadáver sugiere que lleva días muerta.
Mientras, otros eventos misteriosos ocurren. La radio cambia de estación de manera espontánea, a menudo con la canción popular "Open Up Your Heart (And Let the Sunshine In)". Austin escucha sonidos y cree ver a gente de pie en el pasillo de la morgue. También encuentra a su gato herido de muerte, escondido en un conducto de aire.
Los informativos radiofónicos indican que una tormenta severa está a punto de golpear el área, pero Tommy y Austin deciden quedarse y terminar la autopsia.
Tommy encuentra el diente perdido de la mujer envuelto en un pedazo de tela en su estómago. La tela tiene números y letras romanas, así como un diagrama extraño. También encuentran símbolos similares en la parte interna de su piel. Las luces en la habitación explotan de repente. Durante la confusión, se dan cuenta de que otros cadáveres en la morgue han desaparecido. Deciden irse, pero el ascensor no funciona y un árbol caído está bloqueando la puerta de salida. Una figura invisible ataca a Tommy en el baño, dejando moretones en su cuerpo.
Regresan a la sala de autopsias y comienzan a examinar nuevamente el cadáver. Pronto se dan cuenta de que la puerta se ha cerrado por sí sola. Austin usa un hacha de emergencia para tratar de abrirla. Después, él y Tommy ven, a través de una abertura hecha en la puerta, que uno de los cadáveres desaparecidos está de pie al otro lado. Tommy decide quemar el cuerpo de Jane Doe. Incapaces de llegar al horno crematorio, tratan de incendiar el cadáver en la sala de examen, pero el fuego se propaga rápidamente por el techo. Tommy lo apaga con un extintor, pero se asombra al descubrir que el cuerpo no ha sido quemado, a diferencia de la cámara y las fotografías tomadas del interior del cadáver que se calcinan por completo. Cuando el ascensor vuelve a funcionar, Tommy y Austin intentan usarlo para escapar, pero las puertas no se cierran. Presa del pánico, Tommy usa un hacha contra lo que cree es uno de los cadáveres animados. Cuando él y Austin salen del ascensor, descubren que en realidad ha matado a Emma, que había venido a recoger a Austin para su cita.
Con la certeza de que el cadáver de Jane Doe les ha impedido descubrir la verdad sobre su muerte, regresan a la sala de examen. Las pruebas determinan que las células del tejido cerebral de Jane Doe permanecen activas, lo que demuestra que aún está viva. El examen posterior de la tela determina que las marcas se refieren a Levítico 20:27, que condena a las brujas, y al año 1693, la fecha de los juicios de Salem. Tommy y Austin razonan que, en su intento de castigar a una bruja, las autoridades de Salem, en cambio, transformaron a una mujer inocente en una bruja que ahora quiere venganza. Tommy se ofrece al cadáver como sacrificio, esperando que ella perdone a Austin. Los tobillos y las muñecas de Tommy se rompen, imitando las heridas del cadáver. Tommy ordena a su hijo que lo mate, para terminar con su miseria, por lo que Austin apuñala a su padre en el pecho con un cuchillo. Creyendo oír al sheriff fuera, Austin intenta huir, pero se da cuenta de que la voz es otra alucinación. Asustado por una visión del cadáver de Tommy, Austin tropieza con la barandilla y se mata al caer.
La policía llega a la mañana siguiente y vuelve a encontrarse con otra escena inexplicable del crimen, al hallar los cuerpos de Tommy y Austin, el cadáver de la mujer que no muestra signos de autopsia, los cadáveres en su sitio y los objetos en su estado inicial, hacen que el sheriff decida llevarla a otro condado. Durante el trayecto en ambulancia, la radio comienza a reproducir de nuevo "Open Up Your Heart (And Let the Sunshine In)", mientras se muestran los pies del cadáver de Jane Doe y cómo su dedo gordo se mueve ligeramente.

## Reparto
- Emile Hirsch como Austin Tilden.
- Brian Cox como Tommy Tilden.
- Ophelia Lovibond como Emma.
- Michael McElhatton como Sheriff Sheldon Burke.
- Olwen Kelly como Jane Doe.
- Parker Sawyers como Agente Cole.

## Producción
Martin Sheen fue inicialmente incluido en el reparto para interpretar a Tommy, pero finalmente no se lo tuvo en cuenta. El director André Øvredal dijo que Kelly, quien interpretó al cadáver de Jane Doe, tuvo el papel más difícil de la película y la alabó por hacer sentir cómodos a todos los miembros del reparto. Kelly fue la primera persona entrevistada para el papel. Øvredal comentó que realizó algunas entrevistas más para el papel, pero que enseguida supo que Kelly era la más indicada. Una de las razones para su elección fue su conocimiento del yoga, lo que la ayudó a controlar la respiración y los movimientos corporales. La producción dio inicio en Londres, Inglaterra, el 30 de marzo de 2015.

## Recepción
El sitio web Rotten Tomatoes reportó que un 87 % de 83 críticos le dio una calificación positiva; con un índice de audiencia estimado de 6.7 sobre 10. Metacritic le dio un índice de audiencia de 65 sobre 100 basado en 20 reseñas.